# Pterotaea euroa
Pterotaea euroa là một loài bướm đêm trong họ Geometridae.